# رسم الشيخ
رسم الشيخ قرية سوريّة تتبع إداريّاً لمحافظة حلب منطقة دير حافر ناحية رسم حرمل الإمام، بلغ تعداد سكانها 506 نسمة حسب التعداد السكاني لعام 2004.